# Dave Attell
David Attell, detto Dave (Queens, 18 gennaio 1965), è un attore e comico statunitense.

## Filmografia parziale

### Cinema
- Los Enchiladas!, regia di Mitch Hedberg (1999)
- Pootie Tang, regia di Louis C.K. (2001)
- Scary Movie 4, regia di David Zucker (2006)
- The Great Buck Howard, regia di Sean McGinly (2008)
- Harold, regia di T. Sean Shannon (2008)
- Funny People, regia di Judd Apatow (2009)
- Un disastro di ragazza (Trainwreck), regia di Judd Apatow (2015)
- Gilbert, regia di Neil Berkeley (2017) - documentario
- Come ti divento bella! (I Feel Pretty), regia di Abby Kohn e Marc Silverstein (2018)

### Televisione
- Dr. Katz, Professional Therapist (1995-1997)
- Tutti amano Raymond (Everybody Loves Raymond) (1996-1997)
- Insomniac with Dave Attell (2001-2004)
- Arrested Development - Ti presento i miei (Arrested Development) (2005)
- The Gong Show with Dave Attell (2008)
- The Jim Gaffigan Show (2015-2016)
- Crashing (2017-2019)